# Rautojaure (Jukkasjärvi socken, Lappland, 755612-168002)
Rautojaure är en sjö i Kiruna kommun i Lappland och ingår i Torneälvens huvudavrinningsområde. Sjön har en area på 1,49 kvadratkilometer och ligger 517 meter över havet. Rautojaure ligger i Rautas fjällurskog Natura 2000-område. Sjön avvattnas av vattendraget Rautojåkka.

## Delavrinningsområde
Rautojaure ingår i det delavrinningsområde (755489-167976) som SMHI kallar för Utloppet av Rautojaure. Medelhöjden är 529 meter över havet och ytan är 5,02 kvadratkilometer. Det finns inga avrinningsområden uppströms utan avrinningsområdet är högsta punkten. Rautojåkka som avvattnar avrinningsområdet har biflödesordning 2, vilket innebär att vattnet flödar genom totalt 2 vattendrag innan det når havet efter 405 kilometer. Avrinningsområdet består mestadels av skog (58 procent). Avrinningsområdet har 1,49 kvadratkilometer vattenytor vilket ger det en sjöprocent på 29,6 procent.